# Good Bad Ugly
Pour plus de détails, voir Fiche technique et Distribution.
Good Bad Ugly est un film d'action parodique réalisé par Adhik Ravichandran et sorti en 2025,.

## Synopsis
AK, alias Red Dragon, ancien chef criminel repenti, sort de prison après 18 ans pour retrouver sa famille. Alors qu'il tente de renouer avec son fils Vihaan, celui-ci est arrêté à l’étranger pour possession de drogue. AK découvre que Vihaan a été piégé par le gang des Dark Wolves, dirigé par des jumeaux, Johnny et Jammy, dont l’un a été trahi par Ramya, la mère de Vihaan. AK mène une enquête intense, affronte les jumeaux et révèle que Nithya, la petite amie de Vihaan supposée morte, était complice. Après une série d’affrontements violents, AK sauve son fils et neutralise définitivement Johnny et Jammy, mettant fin à leur vengeance.

## Fiche technique
Sauf indication contraire, les informations mentionnées dans cette section peuvent être confirmées par les bases de données cinématographiques IMDb et Allociné,  présentes dans la section « Liens externes ».
- Titre original : Good Bad Ugly
- Réalisation : Adhik Ravichandran
- Scénario : Adhik Ravichandran
- Musique : G.V. Prakash Kumar et Devi Sri Prasad
- Décors : Baba Srinu
- Costumes :
- Photographie : Abinandhan Ramanujam
- Son :
- Montage : Vijay Velukutty
- Production : Elred Kumar, Y. Ravi Shankar et Naveen Yerneni
- Société de production : Mythri Movie Makers
- Société de distribution : Friday Entertainment
- Pays de production :  Inde
- Langue originale : tamoul
- Format : couleur — 2,39:1 — son 5.1
- Genre : Action Comédie
- Durée : 150 minutes
- Dates de sortie :
  - France : 9 avril 2025
  - Inde : 10 avril 2025

## Distribution
- Ajith Kumar en tant que AK "Red Dragon"
- Trisha Krishnan en tant que Ramya
- Arjun Das dans un double rôle en tant que Johnny et Jammy
- Prabhu en tant que Jayaprakash
- Prasanna en tant que Jaeger
- Sunil en tant que Baby Tyson
- Karthikeya Dev en tant que Vihaan AK
- Jackie Shroff en tant que Babel
- Yogi Babu en tant que Babu Yogi
- Redin Kingsley en tant que prisonnier
- Shine Tom Chacko en tant que Shanmuga "Simon"
- Tinnu Anand en tant que Mastaan Bhai
- Priya Prakash Varrier en tant que Nithya
- Sayaji Shinde en tant que Alok Shukla, Inspecteur général des prisons
- Raghu Ram en tant que Zakaba
- Usha Uthup en tant que Meera Patnayak, Présidente de la Cour suprême
- Rahul Dev en tant que prisonnier
- B. S. Avinash
- Pradeep Kabra
- Harry Josh
- Ajith Nambiar

Apparences spéciales
- Simran en tant que Priya (personnage du film Vaali, sortie en 1999)
- Darkkey Nagaraja en tant que lui-même, prisonnier (pour la musique AK - The Tiger)
- Ma Dong-seok en tant que Don Lee (Apparence animée)
- Keanu Reeves en tant que John Wick (Apparence animée)
- Álvaro Morte en tant que Professor (Money Heist) (Apparence animée)